# بوسوتينيب
بوسوتينيب (Bosutinib)المعروف باسم SKI-606، و الذي يتم تسويقه تحت الإسم التجاري بوسوليف (Bosulif) ، هو دواء يستخدم لعلاج سرطان الدم النقوي المزمن (CML).  وجه التحديد للحالات التي يكون فيها كروموسوم فيلادلفيا إيجابيًا.  و يعطى عن طريق الفم. 
تشمل الآثار الجانبية الشائعة لهذا العقار على: الإسهال و الطفح الجلدي و الغثيان و التعب و مشاكل الكبد و عدوى الجهاز التنفسي و الحمى و الصداع.  إضافة إلى ذلك، فقد تشمل الآثار الجانبية الأخرى تثبيط نخاع العظم، و تلف القلب، و التورم، و مشاكل الكلى.  أما تناوله أثناء الحمل فقد يؤدي إلى الإضرار بالجنين.  إنه مثبط كيناز التيروزين الذي يمنع BCR-ABL وsrc . 
تمت الموافقة على بوسوتينيب للاستخدام طبيًا في الولايات المتحدة في عام 2012 و بعدها في أوروبا في عام 2013.   في المملكة المتحدة، يكلف العلاج لمدة 4 أسابيع هيئة الخدمات الصحية الوطنية حوالي 3400 جنيه إسترليني اعتبارًا من عام 2021.  و يكلف هذا المقدار في الولايات المتحدة حوالي 17 ألف دولار أمريكي. 